# Ostatnia (album)
Ostatnia – czwarty studyjny album polskiego wokalisty, Marka Dyjaka, wydany został w 2004 roku. W 2008 ukazała się jego reedycja.

W listopadzie 2008 r. do głowy wpadł pomysł o reedycji materiału „Ostatnia”. Okazało się, że praca muzyków sprzed paru lat cały czas dotyczy bardzo zawężonego kręgu odbiorców, więc jest ponownie. Poza tym „Ostatnia” to materiał najbardziej osobisty. Historie, które z moim życiem miały najwięcej...

## Lista utworów
Opracowano na podstawie materiału źródłowego.
| 01 . | „Człek zbuntowany” sł. i muz. Jan Kondrak; wcześniej na albumie W samą porę (2001)                                   |  |
|      | |  |
| 02 . | „Durna miłość” sł. i muz. Piotr Bukartyk; wcześniej na albumach Dyjak od wschodu (1998) i W samą porę (2001)         |  |
|      | |  |
| 03 . | „Umowna myśl” sł. i muz. Andrzej Ciborski; wcześniej na albumie W samą porę (2001)                                   |  |
|      | |  |
| 04 . | „Na krawędzi szkła” sł. i muz. Robert Kasprzycki; wcześniej na albumie W samą porę (2001)                            |  |
|      | |  |
| 05 . | „Po tamtej stronie” sł. i muz. Jacek Musiatowicz; wcześniej na albumach Dyjak od wschodu (1998) i W samą porę (2001) |  |
|      | |  |
| 06 . | „Jednym szeptem” sł. i muz. Mirosław Czyżykiewicz; wcześniej na albumie Dyjak od wschodu (1998)                      |  |
|      | |  |
| 07 . | „Bo jak cię mam zapomnieć” sł. i muz. Tomasz Wachnowski                                                              |  |
|      | |  |
| 08 . | „To ostatnia niedziela” sł. Jerzy Petersburski, muz. Zenon Friedwald                                                 |  |
|      | |  |

## Twórcy
- Marek Dyjak – śpiew
- Miłosz Wośko – fortepian
- Janusz Brych – saksofon tenorowy
- Janusz Lewandowski – bas
- Witold Cisło – perkusja

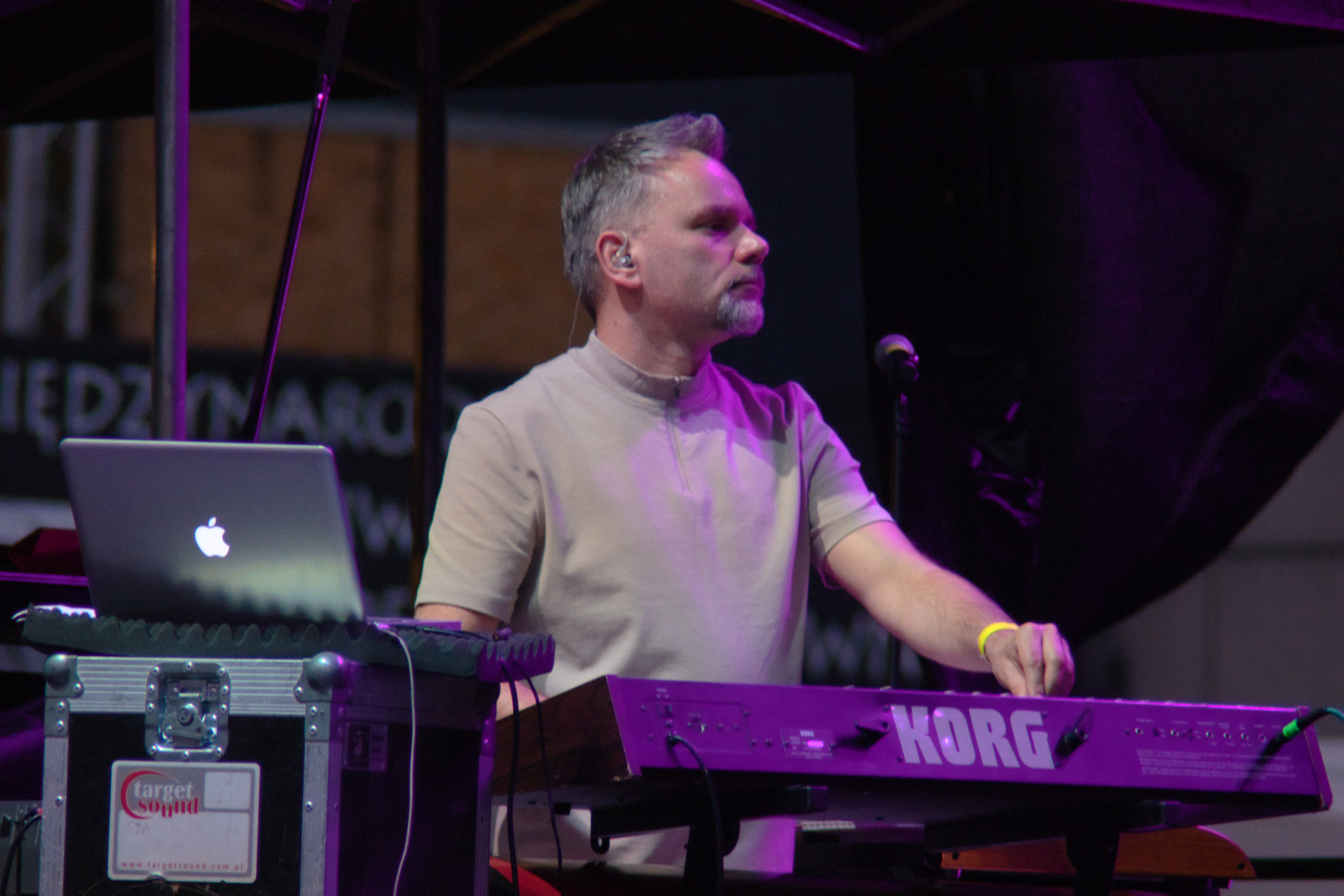
Miłosz Wośko (2019)

- Jacek Nowosad – trąbka (gościnnie)
- Andrzej Rewak – realizacja, mastering